# Ghost Rider
Ghost Rider (conocido en España como El Motorista Fantasma y en Hispanoamérica como El Vengador Fantasma) es el nombre de muchos antihéroes que aparecen en los cómics estadounidenses publicados por Marvel Comics. Marvel había usado previamente el nombre en un personaje del oeste cuyo nombre más tarde se cambió a Jinete Fantasma. 
El primer Ghost Rider sobrenatural es el motociclista de acrobacias Johnny Blaze que, con el fin de salvar la vida de su padre, accedió a dar su alma a "Satán" (quien más tarde reveló ser un archi-demonio llamado Mephisto). Por la noche, y cuando ronda el mal, la carne de Blaze es consumida por el fuego del infierno, haciendo que su cabeza se convierta en un cráneo en llamas. En el momento en que se sube a una motocicleta de fuego comienza a lanzar ráfagas de fuego infernal desde su cuerpo, por lo general desde sus manos esqueléticas. Con el tiempo se entera de que se ha unido con el demonio Zarathos. Blaze apareció en la serie de 1972 a 1983. La siguiente serie Ghost Rider (1990-1998) contó con Danny Ketch como un nuevo Ghost Rider. Después de que su hermana fuese herida por unos gánsteres ninjas, Ketch entró en contacto con una motocicleta que había sido de alguna manera encantada místicamente para contener la esencia de un espíritu vengador. Blaze volvió a aparecer en esta serie del 1990 como un personaje secundario, y más tarde se reveló que Danny y su hermana Bárbara eran hermanos perdidos de Johnny Blaze hace mucho tiempo. En los cómics del 2000, Blaze una vez más se convirtió en el Ghost Rider, sucediendo a Ketch. En 2013, Robbie Reyes se convirtió en el Ghost Rider, como parte de la iniciativa Marvel NOW!.
En mayo del 2011, Ghost Rider obtuvo el puesto 90 en el ranking de IGN de los "100 mejores héroes del cómic"
Nicolas Cage interpretó el papel de Johnny Blaze en la película de 2007, Ghost Rider y la secuela de 2012 Ghost Rider: Espíritu de Venganza. Gabriel Luna interpreta a Robbie Reyes en la serie de televisión Agents of S.H.I.E.L.D., ambientada en Marvel Cinematic Universe.

## Biografía

### Johnny Blaze
Siguiendo al personaje de cómic del oeste que originalmente usó el nombre, el primer superhéroe Ghost Rider, Johnny Blaze, debutó en Marvel Spotlight # 5 (agosto de 1972), creado por el editor en jefe de Marvel Roy Thomas, el escritor Gary Friedrich y el artista Mike Ploog. Tuvo su propia serie en 1973, con el dibujante Jim Mooney manejando la mayoría de los primeros nueve números. Varios equipos creativos diferentes se mezclaron y combinaron hasta que el dibujante Don Perlin comenzó una temporada considerablemente larga con el número 26, al que finalmente se unió el escritor Michael Fleisher en el número 58. La serie se publicó hasta el número 81 (junio de 1983). Blaze regresó como Ghost Rider en una miniserie de seis números en el 2001 escrita por Devin Grayson; una segunda miniserie escrita por Garth Ennis en 2005, y una serie mensual en curso que comenzó a publicarse en julio de 2006. Johnny Blaze era el hijo de Naomi Blaze y Barton Blaze, Naomi era la anterior Ghost Rider.

### Noble Kale
Noble Kale fue el primer Ghost Rider. Kale creció en el siglo XVIII con su hermano menor Dante, criados por su abusivo padre, el Pastor Kale.
Se enamoró de una muchacha afroamericana llamada Magdalena, pero debido al color de su piel y las creencias religiosas de su padre, la pareja tuvo que mantener su amor en secreto para el resto del mundo. Finalmente se vieron forzados a decirle la verdad al pastor Kale cuando Magdalena dio a luz al hijo de Noble. En ese entonces, Magdalena y Noble se casaron.
Poco tiempo después de su boda, Magdalena descubrió el oscuro secreto del pastor Kale, que resultó ser un adorador del señor oscuro Mephisto. Para ocultar el descubrimiento de Magdalena, el Pastor Kale la acusó de brujería y ella fue quemada en la hoguera. Sabiendo que su hijo Noble intentaría detenerlo, lo drogó e hizo que lo torturasen y golpeasen en el sótano de la iglesia.
Justo antes de morir, Magdalena utilizó una maldición para invocar demonios que vengaran a todas las mujeres agraviadas. Estos demonios fueron llamados "Furias" y empezaron a matar a la gente del pueblo. Temiendo por su vida, el Pastor Kale le imploró a Mephisto por un trato: a cambio de su seguridad le daría el alma de su hijo Noble a Mephisto. Este último se dio cuenta de que Noble estaba, de alguna manera, unido a una pieza del Medallón del Poder y activó esa pieza para transformar a Noble en el "Espíritu de Venganza" original. Cuando el Ghost Rider destruyó a las Furias, el Pastor le ofreció carne humana para que devore como sacrificio, el hijo de Noble y Magdalena. Noble encarnado en el Ghost Rider no estaba dispuesto a comerse a su propio hijo y se suicidó.
Cuando Mephisto apareció dispuesto a reclamar el alma de Noble, su hermano, el arcángel Uriel apareció también y demandó que el alma Noble Kale sea perdonada. Como no pudieron llegar a ningún acuerdo declararon que el alma de Noble no podía ser reclamada por ninguno de los dos reinos y que permanecería en el vacío hasta que se enlazara nuevamente con ciertos miembros de su familia.
Noble Kale es un ancestro de Jennifer Kale.

### Danny Ketch
El siguiente Ghost Rider, un joven llamado Daniel "Danny" Ketch (el hermano pequeño perdido de Johnny Blaze), debutó en Ghost Rider vol. 2, n.º 1 (mayo de 1990). Este Ghost Rider era casi idéntico al anterior, aunque su traje ahora era una chaqueta de motorista de cuero negro con hombreras de púas, pantalones de cuero gris y una cadena mística que llevaba en el pecho, que respondía a sus órdenes mentales y servía como su principal arma cuerpo a cuerpo. Su nueva motocicleta se parecía a una máquina futurista y su parte delantera podía descender para servir como ariete. Al igual que la moto original del Ghost Rider, las ruedas estaban compuestas de fuego infernal místico. A diferencia de la relación entre el Ghost Rider anterior y el demonio con el que estaba unido, Ketch y su demonio, que en el vol. 2, # 91 (diciembre de 1997) se revela como la encarnación de Marvel del Ángel de la Muerte / Juicio - cooperan entre sí. Al final de la serie en el vol. 2, # 93 (febrero de 1998), Ketch aparentemente murió. El año siguiente, sin embargo, Peter Parker: Spider-Man# 93 (julio de 1999) reveló que Ketch aún estaba vivo. Casi una década más tarde, Marvel publicó el último número completo como Ghost Rider Finale (enero de 2007), que reproduce el último número y el # 94 que hasta ahora no se había publicado.

### Robbie Reyes
En 2013, un nuevo personaje adquirió el manto de Ghost Rider: un residente mexicanoamericano del Este de Los Ángeles llamado Roberto "Robbie" Reyes, que conduce un auto clásico negro que recuerda a un Dodge Charger 1969 modificado en lugar de una motocicleta. Robbie Reyes fue creado por el escritor / artista Felipe Smith y diseñado por Felipe Smith y el artista Tradd Moore.

### Alejandra Jones
Durante la historia de 2011 "Fear Itself", una mujer nicaragüense llamada Alejandra Jones se convierte en Ghost Rider a través de un ritual realizado por un hombre llamado Adam, en Ghost Rider (volumen 4) # 1. Aunque demuestra muchos poderes anteriormente desconocidos de la entidad Ghost Rider, se ve privada de todo su poder cuando Johnny Blaze recupera la mayor parte de este. 

### Cosmic Ghost Rider
En la realidad alterna de la Tierra-TRN666, en donde Thanos conquistó todo el universo, la vida de Frank Castle era similar a la de su homónimo de la Tierra-616. Sin embargo cuando Thanos llegó a la Tierra, el Punisher fue uno de los últimos en morir en la última batalla entre los héroes y Thanos. Por consiguiente su alma fue enviada al infierno. Deseando dar lo que fuera por castigar a Thanos por masacrar a su planeta, el Punisher firmó un contrato demoníaco con Mephisto y se convirtió en el Ghost Rider. Sin embargo cuando regresó a la Tierra, Thanos se había marchado y todo el planeta estaba muerto. Vagando eternamente sin nadie a quien matar o a quien amar, el Ghost Rider pasó incontables años en soledad. Eventualmente empezó a perder la razón cuando incluso Mephisto permanecía ajeno a sus ruegos. Cuando un malherido Galactus llegó a la Tierra buscando ayuda contra Thanos, sin saber que toda la población de la Tierra había sido asesinada por este último; el Ghost Rider le ofreció el planeta muerto a cambio de la chance de poder castigar al Titán Loco. El Gran Devorador aceptó y lo tomó como su Heraldo, le otorgó el Poder Cósmico y el Ghost Rider se convirtió en Cosmic Ghost Rider.

### Versión 1,000,000 aC
Debido a que la presencia del Progenitor Celestial influyó en la evolución humana, en 1,000,000 AC, ciertos humanos se volvieron mucho más inteligentes que otros y también pudieron hablar un nuevo idioma. Sin embargo, tuvieron que esconder ese regalo de sus hermanos por temor a ser excluidos. Un día, un misterioso desconocido que también poseía ese don se acercó a un niño que estaba dotado con la capacidad de hablar, el niño presenció la transformación del extraño en una bestia que devoró a toda su tribu. El extraño permitió que el niño viviera y lo llamó "Fantasma" antes de decirle que lo desafíe cuando sea digno. El muchacho se vio obligado a sobrevivir solo, aunque se hace amigo de un mamut lanudo. Después de casi morir en el ambiente hostil, Mephisto se le acerca en forma de serpiente, quien le dice que diga su nombre. Fantasma hace eso y queda vinculado con un Espíritu de Venganza; después de lo cual él imbuyó su recién adquirido fuego del infierno en el mamut. Otros humanos que nunca habían visto a alguien montar un animal antes, comenzaron a referirse a Fantasma como "El Jinete". El jinete continuó su búsqueda y cinco años después, finalmente se encontró con el hombre que devoró a su tribu. El hombre se transformó una vez más, revelándose ser el primer Wendigo. Durante la pelea, el Jinete tomó los huesos de los muertos que Wendigo había matado y los usó para formar un arma; La primera versión de la clásica cadena de Ghost Rider. El Jinete luchó contra Wendigo hasta que finalmente este y el mamut lanudo del Jinete cayeron sobre un acantilado. Posteriormente, Odín y Lady Phoenix se acercaron a Fantasma para unirse a la versión prehistórica de los Vengadores.
Al imbuir su fuego infernal en otro mamut lanudo, Ghost Rider ayudó a los Vengadores prehistóricos (que consisten en Agamotto, Odín, Lady Phoenix y versiones prehistóricas de Pantera Negra, Iron Fist y Star Brand) en la lucha contra un Celestial fuera de control llamado Fallen; lo que provocó que su mamut lanudo muriera en acción. Ghost Rider juró venganza y ayudó a sus compañeros de equipo a derrotar a Fallen y a sellarlo bajo tierra en lo que se convertiría en Sudáfrica. Ghost Rider más tarde ayudó a los Vengadores prehistóricos a luchar contra la Primera Hueste.

## Poderes y habilidades
El Ghost Rider es un humano que puede transformarse en un esqueleto sobrehumano envuelto en llamas etéreas y con poderes sobrenaturales. Las motocicletas en las que viaja pueden viajar más rápido que cualquier vehículo convencional y pueden realizar hazañas aparentemente imposibles como subir por una superficie vertical, atravesar superficies de agua y saltar grandes distancias que las motocicletas normales no pueden. Los Ghost Riders son virtualmente indestructibles y notoriamente difíciles de dañar por cualquier medio convencional, ya que las balas y los cuchillos generalmente los atraviesan sin causar dolor (los cuchillos se derriten mientras están en su cuerpo). Es posible que sean genuinamente inmortales, ya que se dice que Dios los creó y solo Dios puede destruirlos. A pesar de estar compuestos de hueso y fuego infernal, los Ghost Riders poseen una fuerza sobrehumana formidable, suficiente para levantar un camión y arrojarlo fácilmente a través de una carretera. Se ha afirmado que Johnny Blaze como Ghost Rider puede presionar alrededor de 25 toneladas (50,000 lbs) (o más como se ve en World War Hulk).
Cada entidad del Ghost Rider también tenía habilidades específicas para él entre estos:

### Johnny Blaze
Originalmente, cuando Blaze se transforma en Ghost Rider, su cuerpo cambia, pero no la ropa que llevaba puesta. En su nueva encarnación, esto es diferente y su ropa toma una apariencia diferente, con una chaqueta de cuero con pinchos y cadenas. Como Ghost Rider, puede hacer que su motocicleta se transforme y se rodee de fuego infernal o puede crear una nueva motocicleta de puro fuego infernal. También es capaz de proyectar el fuego del infierno como un arma. Su fuego infernal "quema el alma" sin dejar lesiones físicas a la víctima y sus efectos han sido vistos como similares a la "Mirada de Penitencia". En su nueva encarnación, Blaze es ahora posiblemente el más poderoso héroe en la Tierra. Durante "World War Hulk", el Doctor Extraño indicó que el Ghost Rider podría ser igual de poderoso que la encarnación "Green Scar" de Hulk y posiblemente podría derrotarlo. Durante esta serie Dr. Strange afirma que el Ghost Rider sólo protege a los inocentes, y que ninguno de los Illuminati es inocente. Blaze ha recibido además la "Mirada de Penitencia" y la cadena mística, ambos de los cuales eran específicos para el Ghost Rider, Danny Ketch. Blaze también utiliza una escopeta y descubrió que se puede disparar el fuego del infierno del arma cuando se encontró por primera vez con Ketch. También cuenta ahora con nuevas capacidades, incluyendo aliento de fuego del infierno y la capacidad de producir cadenas desde su garganta o su pecho. Ahora también es capaz de viajar entre los reinos incorpóreas y es capaz de derrotar al mismo Galactus el devorador de mundos.

### Danny Ketch
Cuando Ketch se transforma en Ghost Rider, su ropa cambia con él, tomando la apariencia de una chaqueta de cuero con pinchos y con cadenas, pantalones de cuero gris y guantes de pinchos y botas. Del mismo modo, su motocicleta sufre un cambio radical, pasando de una moto convencional a una motocicleta de alta tecnología (esta transformación no se limita estrictamente a la motocicleta que encontró en el cementerio, ya que una vez fue capaz de transformar otra moto en "Ghost Rider / Wolverine / Punisher: Corazones de la oscuridad "). Junto con ruedas de fuego que permiten la moto casi volar a través de las superficies, la motocicleta incluye un escudo/ariete en la parte frontal. Como Ghost Rider, Ketch utiliza una cadena mística que responde a sus órdenes mentales. Ésta puede crecer en longitud, alterar su dirección mientras está en el aire, endurezcerse para formar un bastón o una lanza, y separarse en varios eslabones que pueden atacar como metralla y luego volver a su forma original. El poder más famoso de Daniel era la Mirada de Penitencia. Fijando sus ojos en su víctima y enfocándose mentalmente, el Ghost Rider Danny Ketch era capaz de hacer que la víctima experimentara todo el dolor que había infligido a alguien más. Algunos seres han mostrado resistencia a esta capacidad, tales como Venom y Carnage ya que sus "trajes" alienígenas simbiontes, técnicamente no tienen ojos; y Madcap que es tan masoquista que afirma disfrutar de la experiencia. En la serie animada de los Cuatro Fantásticos de 1994, esta capacidad ha demostrado ser lo suficientemente potente como para derrotar al poderoso Galactus, ya que el Ghost Rider obliga a Galactus a sentir el dolor de todos los que habían muerto como resultado de alimentarse de planetas; según el propio Ghost Rider "un billón de almas". Esta muestra de poder, sin embargo, parecía ser simplemente una reescritura para la serie de dibujos animados, de la historia original en Cuatro Fantásticos número 243, en la que el Doctor Extraño lanza un hechizo que hace que todas las almas a las que Galactus ha matado por su alimentación lo visiten, a la vez. Originalmente, esta encarnación del Ghost Rider sólo podía ser convocada si Danny estaba presente cuando "sangre inocente fuera derramada" (un inocente simplemente amenazado no era suficiente), momento en el que Danny tocaba el tapón de gasolina de su motocicleta para que la transformación se produzca. Más tarde, fue capaz de convocar al Ghost Rider, sin tocar la tapa de la gasolina, pero todavía tenía que esperar a que la sangre inocente fuera derramada. Más tarde, él fue capaz de invocar al Ghost Rider por fuerza de voluntad.

### Robbie Reyes
El fantasma de Eli Morrow que habita el cuerpo de Robbie, no es (según Johnny Blaze), un verdadero Espíritu de Venganza. En cualquier caso, él da Robbie varias capacidades similares a la de los otros Ghost Riders, incluyendo el poder de manifestar y controlar cadenas que terminan en navajas o cuchillos delgados. El automóvil negro en el que inicialmente habitaba el fantasma de Morrow está vinculado a la forma Ghost Rider de Robbie, permitiéndole teletransportarse instantáneamente a y / o fusionarse con el auto. El automóvil también se puede conducir de forma remota, y la forma de Ghost Rider de Robbie puede pasar sin causarle daño a través de él, lo que le permite conducirlo hacia sus enemigos. El maletero del coche, cuando se abre, actúa como un portal, que permite al Ghost Rider transportar cualquier cosa, incluyendo a las personas, a cualquier lugar. A pesar de que inicialmente no se sabe si la forma del Ghost Rider de Robbie posee las habilidades divinas de sus predecesores, eventualmente demuestra poder usar la Mirada de Penitencia en la batalla con Star Brand. Eli puede tomar el control total del cuerpo de Robbie cuando el adolescente cede a sus emociones negativas, representado por un tono de piel pálida y que ambos ojos se vuelven anaranjados. Su forma de Ghost Rider también muestra la capacidad de cambiar a una forma más poderosa y demoníaca cuando Robbie está lo suficientemente enojado. Al final de la cuarta temporada de la serie de televisión Agents of S.H.I.E.L.D. , para evitar que El Libro de los Pecados sea usado nuevamente, gira sus cadenas llameantes y crea un portal como los de Dr. Strange, para viajar por el multiverso y llevarse el libro con él por seguridad.

## Otros espíritus de la venganza

### Venganza
Michael Badilino, un ex miembro del Departamento de Policía de la ciudad de Nueva York , es un tercio de un "Medallón de Poder Orgánico"; los otros dos son Ketch y Blaze (el Medallón mismo nunca fue explicado en detalle). Posee poderes más acordes con los de la versión de Zarathos de Ghost Rider, aunque también posee la Mirada de Penitencia y su motocicleta parece compartir características con la versión de Noble Kale. Su apariencia se distingue por una calavera color morado oscuro, grandes colmillos que sobresalen de su mandíbula superior, y cuernos curvados hacia atrás en la parte superior de su cráneo.
En su forma sobrehumana, Badilino se llamaba Venganza, y originalmente intentó matar al Ghost Rider, creyendo que era Zarathos. Venganza más tarde se convirtió en el aliado de Ghost Rider y Johnny Blaze. Venganza también asumiría el papel de Ghost Rider e incluso semi-seriamente se referirá a sí mismo con ese nombre cuando se enfrente a Spider-Man poco después de la aparente muerte de Ghost Rider en la batalla contra Zarathos y los acólitos de El Caído. Venganza se suicidó, junto con el villano Hellgate, desencadenando una explosión masiva a través de su fuego infernal, la fuente de las llamas místicas que abarcan los huesos de ambos, Venganza y Ghost Rider.
Venganza reaparece en los últimos cuatro números de Ghost Rider vol. 2, involucrado en los planes de Blackheart para matar a Noble Kale. Venganza ayuda al Ghost Rider en la batalla subsiguiente, destruyendo a Blackheart y gobernando el Infierno durante las ausencias de Ketch.

### La última batalla de los espíritus de la venganza
Siete Ghost Riders muestran sus cabezas llameantes por primera vez en este arco argumental del escritor Jason Aaron y el artista Tan Eng Huat. Daniel Ketch regresa con una nueva misión: recoger los poderes de todos los Ghost Riders para que el ángel Zadkiel evite la corrupción de los poderes con sus anfitriones humanos. Zadkiel tiene otros motivos que guarda para sí mismo, ya que necesita los poderes de los Ghost Riders para derribar las murallas de la Nueva Jerusalén y hacer la guerra en el cielo.

### Trail of Tears
Una versión del Ghost Rider apareció en la miniserie Ghost Rider: Trail of Tears # 1-6 (abril-septiembre de 2007) del escritor Garth Ennis y el artista Clayton Crain. Ambientada durante la Guerra Civil Estadounidense, encuentra al oficial confederado Travis Parham vengando los asesinatos de su amigo, un ex esclavo llamado Caleb y la familia de Caleb. Parham se encuentra con un Ghost Rider a caballo que busca a los mismos hombres. Eventualmente, Parham aprende acerca de la muerte para ayudar al Espíritu de venganza.

## Enemigos
Acueducto
Un exsoldado que obtuvo el poder para controlar el agua y fue contratado para matar a Ghost Rider. Se convertiría en un oponente frecuente del héroe después.
Black Rose
La esposa de Johnny Blaze, que fue revivida como sirviente de Blackheart y más tarde se casó con el Ghost Rider, Noble Kale.
Blackheart
El hijo de Mephisto, Blackheart, creó un grupo de espíritus de venganza para luchar contra Ghost Rider con la esperanza de conquistar el infierno. En cambio, Ghost Rider (Noble Kale) lo derrota y se hace cargo de su parte del Infierno. Él es el villano principal en la película Ghost Rider 2007.
Blackout
Un Lilin que trabajó bajo Deathwatch que frecuentemente cruzaba espadas con Ghost Rider. Después de que el héroe lo quemó a la desfiguración, Blackout aprendió su identidad secreta y comenzó a matar a sus seres queridos y conocidos. Blackout aparece como un secuaz de Mephisto en la película de 2012 Ghost Rider: Espíritu de Venganza.
Centurioso
Un sirviente de Mephisto que intentó luchar contra Zarathos, Centurioso fue el jefe de la Firma y apuntó a Ghost Rider por su asociación con el demonio.
Deacon
Un agente de Zadkiel le da poder para destruir a Ghost Rider.
Deathwatch
El archienemigo de Daniel Ketch. Un Translord de una dimensión demoníaca desconocida haciéndose pasar por un jefe criminal en Nueva York en un intento de asesinar a sus residentes. Más tarde moriría a manos de Ghost Rider y luego resucitaría como sirviente de Centurioso.
Doghead
Francisco Fuentes era un conocido de Danny Ketch que fue asesinado mientras paseaba a su perro Chupi. Fue resucitado por Blackheart, se fusionó con Chupi y se convirtió en su sirviente.
Ninja de la Muerte
Un agente de Centurioso que se infiltró en las filas de Deathwatch que con frecuencia lucharon contra Ghost Rider.
Dormammu
Un Faltine de otra dimensión que lucha contra Ghost Rider en videojuegos.
Bruja y Troll
Demonios bajo Deathwatch, eran sus sirvientes más leales.
Hoss
Un demonio. De vez en cuando un aliado del Ghost Rider, y conocido por conducir un auto rojo.
Kid Blackheart
El Anticristo que esperaba entrar al Cielo y destruirlo.
Lilith
Una antigua hechicera inmortal de la Atlántida, Lilith dio a luz a los Lilin a lo largo de los siglos y fue encarcelada hasta hace poco. Tras su libertad, descubrió que muchos de su clase habían sido asesinados por los Espíritus de la Venganza y buscaban su desaparición. Sus cuatro hijos más leales son Pilgrim, Nakota, Meatmarket y Blackout.
Lucifer
Lucifer, como los otros señores del infierno, intentó eliminar el componente humano del Ghost Rider con la esperanza de que se convirtiera en una máquina de matar sin sentido para eliminar a la humanidad. Sin embargo, Ghost Rider demostró ser demasiado fuerte y Lucifer fue exiliado a Perdition. Más tarde, Lucifer sería el demonio acusado de torturar a Zadkiel por toda la eternidad.
Madcap
Un loco maldito con la inmortalidad y la capacidad de curación mejorada, Madcap ha luchado contra varios de los héroes de Nueva York con Ghost Rider uno de sus oponentes más frecuentes.
Mephisto
El archienemigo de Johnny Blaze. Un demonio que se hizo pasar por el mismo Diablo para reclamar el alma de Johnny Blaze. Mephisto es el responsable de llevar a Ghost Rider a la vida de Johnny. Ghost Rider, sin embargo, es capaz de resistir el mal que lo venció hace mucho tiempo, y ahora es capaz de usar sus poderes para siempre sin importar nada. Enfurecido, Mephisto buscó venganza contra Ghost Rider, y ahora constantemente trata de recuperar su creación. Mephisto aparece bajo el nombre Mephistopheles en la película Ghost Rider 2007.
Orbe
El socio de Crash Simpson (mentor de Johnny Blaze) en su espectáculo de acrobacias en motocicleta, Drake Shannon perdió la mayor parte de su cara en un desafío contra Crash para el negocio. Dado un casco con forma de globo ocular de They Who Wield Power capaz de hipnotizar a los demás, volvería para tratar de reclamar el truco pero fue frustrado por Ghost Rider. Volvería como uno de los enemigos más frecuentes de Ghost Rider.
Espantapájaros
Un contorsionista, Ebenezer Laughton decidió usar sus dones como ladrón. Con el tiempo, recurriría al asesinato y entraría en conflicto con Ghost Rider y estuvo a punto de morir por el encuentro. La empresa lo convirtió en una criatura no-muerta, con habilidades sobrehumanas y capaz de inducir miedo en otros (cuyo miedo podría sanar sus heridas), poniéndolo nuevamente en el Espíritu de Venganza (convirtiéndose en un enemigo frecuente).
Steel Vengeance
La hermana de Steel Wind, Sadae Tsumura, entregó su alma a Centurious para salvar a su hermana después de que un encuentro con Ghost Rider la dejara en coma. Sadae se convirtió en Steel Vengeance, un cyborg decidido a matar a Ghost Rider.
Steel Wind
Después de una explosión anormal, Ruriko Tsumura fue rehecho como un cyborg por Freakmaster y desafió a Johnny Blaze en el Carnaval de Quentin en el ciclismo, derrotándolo y ganándose un lugar entre ellos. Sin embargo, ella ejecutó el negocio en el suelo y luchó contra Ghost Rider, dejándola en coma. Ella fue rehabilitada por Centurioso y utilizada como su agente. Con el tiempo, ella se convertiría en la aliada de Ghost Rider.
Vengeance
Un espíritu de venganza, el teniente Michael Badilino vendió su alma a Mephisto para obtener el poder de destruir a Ghost Rider (a quien culpó por la muerte de su familia). Cuando supo que era Zarathos, se convirtió en el aliado de Ghost Rider.
Ezequiel 79
Un arcángel que intentó usurpar el Cielo debido a su odio por la admiración de Ezequiel 79 hacia la humanidad. Usando a Ghost Rider para matar a otros espíritus de la venganza con el fin de empoderarse, Zadkiel tomó el trono y expulsó a Ghost Rider. El héroe volvería con los Espíritus de la Venganza muertos para derrotar a Zadkiel y encarcelarlo en el Infierno.
Zarathos
Un demonio vinculado a Johnny Blaze por Mephisto para convertirse en el Ghost Rider. Él, sin embargo, llegaría a ejercer control sobre la entidad, pero en última instancia estaría separado de Blaze en el conflicto contra Centurious. Él más tarde renovaría su alianza con Lilith.
Thanos
Anteriormente conocido como el Titán Loco, es responsable de que Frank Castle se convierta en Cosmic Ghost Rider. Después, obligó a Frank a ser su sirviente y a usar la Penitencia de Frank en sí mismo para su disfrute.

## Otras versiones

### Ultimate Marvel
En el universo Ultimate Marvel, Ghost Rider hizo su debut en Ultimate Comics: Avengers volumen 2, n.º 2. El origen de Ultimate Ghost Rider se explica en Ultimate Comics: Avengers volumen 2, n.º 4. Un día, en un viaje por Estados Unidos, una pareja de veintitantos, Johnny Blaze y Roxanne Simpson, se encuentran con un bar donde se hacen amigos de una pandilla de motoristas, que les sirve cerveza. El comportamiento amistoso de la pandilla es una artimaña, ya que matan al intoxicado Blaze como parte de un ritual satánico. Durante el ritual, intercambian sus almas con Satanás a cambio de riqueza y poder. Satanás concede su solicitud, pero mantiene la ventaja. El difunto Blaze también hace un trato que Satanás obtendrá su alma a cambio de la segura seguridad de Roxanne. Durante veinte años Blaze entrena para convertirse en el Ghost Rider, quemando su bautismo cristiano, y es enviado al mundo para vengarse. Él rastrea y mata individualmente a los miembros de la pandilla de motociclistas, ahora ricos y en posiciones de poder. En respuesta a estas muertes, la Casa Blanca emite una orden ejecutiva para matar al Ghost Rider. Los Vengadores son reclutados para la misión sin conocimiento del Ghost Rider, excepto que él mide 7 pies y tiene la fuerza de Thor. Cuando los Vengadores no logran evitar que el Ghost Rider mate a su próximo objetivo, se aprende la verdad detrás de la selección de objetivos del Ghost Rider, y el Vicepresidente de los Estados Unidos,Se revela que Michael Blackthorne es el antiguo líder de la pandilla de motociclistas, que vendió su alma para convertirse en un Ghost Rider, AKA Vengeance, en el que Blackthorne ahora se transforma. Durante su enfrentamiento, el Ghost Rider arrastra a Vengeance a una iglesia que los devuelve a su forma humana, lo que permite al Punisher acabar con Blackthorne. Después de defender su caso, Blaze puede irse. Más tarde se lo ve en un parque con Satanás mirando a Roxanne, que volvió a la vida sin ningún recuerdo de lo sucedido. Satanás acepta dejarla vivir su vida si Blaze continúa siendo su Ghost Rider, y Blaze acepta.

### Ghost Rider 2099
Cero Cochrane, que en el Marvel 2099 alternativo de línea de tiempo es una versión cibernética en el espíritu de venganza, no es un ser sobrenatural, sino un ser cibernético con una copia digitalizada de la mente de Cochrane. Encuentra un contrapunto futurista a Vengeance de Michael Badilino. El Ghost Rider de 2099 parece desaparecer durante la consolidación de los libros de 2099 en un solo título llamado 2099 World of Tomorrow. Posteriormente aparece en el libro de 2099 "epílogo" Manifest Destiny, discutiendo con la IA que lo faculta.

### El espíritu de venganza
Esta versión de Ghost Rider, conocida como El Espíritu de la Venganza, debutó en Guardianes de la Galaxia, ambientada en un futuro alternativo del Universo Marvel. Él tiene la capacidad de atravesar el espacio y disparar proyectiles de punta desde sus antebrazos. Este Ghost Rider es un fanático religioso, amargado hacia una iglesia (una versión de la Iglesia Universal de la Verdad) proclamando que produciría su dios en la carne. Ese ser, el Protege , es destruido por el Celestial, Scathan the Approver. Este Ghost Rider se refiere a sí mismo simplemente como el Espíritu de la Venganza, aunque su verdadero nombre se le da como Autocylus, del planeta Sarka. Después de responder a una llamada de socorro de Firelord, los Guardianes de la Galaxia ayudan a un planeta en peligro, este Ghost Rider finalmente ayuda a destruir la amenaza. El Espíritu de la Venganza se une a otros seres poderosos como Martinex, Hollywood, Replica , Firelord, Phoenix IX y Mainframe. Los héroes, reunidos por Martinex, permanecen juntos como los nuevos Guardianes Galácticos.

### Marvel Zombies: Dead Days
Ghost Rider se ve en Marvel Zombies: Dead Days (Marvel One-Shot 1, mayo de 2007) como uno de los no infectados; luego aparece brevemente en "Marvel Zombies" en el momento en que los zombis héroes de Nueva York están atacando a Silver Surfer. Luego aparece en Marvel Zombies 3 como infectado mientras persigue a Machine Man y luego es decapitado fácilmente.

### What If
En el segundo volumen de la serie en el número 45, la hermana de Daniel Ketch, Barbara, se convierte en el Ghost Rider después de que Danny muere en el cementerio. En esta versión, Barbara es más cruel y despiadada que Ghost Rider. Finalmente, Doctor Strange y Spider-Man se unen para tratar de detenerla con la ayuda de Johnny Blaze.

### Spider-Gwen
En el universo Spider-Gwen (Tierra-65), evidentemente hay una versión de Ghost Rider a quien Betty Brant de ese universo viste para Halloween.

### Frank Castle
Una versión futura de Ghost Rider aparece por primera vez en Thanos # 13 (noviembre de 2017). Este Ghost Rider funciona con una versión futura de Thanos que ahora gobierna el universo. Él no solo tiene los poderes y habilidades tradicionalmente asociados con Ghost Riders, sino que también tiene el poder cósmico de ser un heraldo de Galactus. También lleva un fragmento del Time Gem que usa para viajar al pasado con el fin de arrastrar a un Thanos más joven al futuro para que pueda ayudar en la muerte del Caído. También puede alimentar el fragmento con el poder cósmico que le permitió detener el tiempo y viajar millones de años en el pasado y el futuro. Se revela en Thanos # 15 (enero de 2018), cuando se le preguntó cuál es su nombre por el actual Thanos desplazado en el tiempo, que este Ghost Rider es Frank Castle.

### Ghost Rider King of Hell
Esta es la versión más poderosa de ghost rider incluso más poderosa que el ghost rider cósmico(Frank Castle), ya que esta versión es capaz de quitarle el espíritu de la venganza a otros portadores como lo hizo con Daniel Ketch, esta versión de ghost rider es considerada la más poderosa ya que posee las habilidades de todos los portadores del espíritu de la venganza.
Esta versión fue capaz de vencer a mepisto y tiene bajo sus órdenes a un ejército de demonios, fue capaz de enfrentar a Doctor Strange Wolverine, Punisher, Sara y Daniel. Quienes se vieron obligados a unirse al Espíritu de la Corrupción para derrotarlo.

## En otros medios

### Televisión

#### Marvel Cinematic Universe
- En julio de 2016, se anunció que Ghost Rider haría su debut en Marvel Cinematic Universe en la cuarta temporada de Agents of S.H.I.E.L.D.. El marketing se había burlado de la introducción del Espíritu de Venganza, y el estudio confirmó a través de la Comic-Con de San Diego, que el Ghost Rider figuraría en gran medida en la serie.[24] La encarnación de Robbie Reyes del Ghost Rider, interpretada por el actor Gabriel Luna, se presenta como un personaje recurrente en la cuarta temporada; influenciando el subtítulo de marketing de la temporada, Ghost Rider; que más tarde se conoció como el primero de los tres 'Pods' de la temporada; Una nueva característica para la serie de televisión. Johnny Blaze / Ghost Rider es referenciado a lo largo de la temporada y tiene un cameo en el episodio "El Buen Samaritano". Blaze rescata a Reyes y a su hermano de un accidente automovilístico causado por miembros de una pandilla y resucita al primero de entre los muertos al otorgar a Reyes las habilidades sobrenaturales del Espíritu de venganza. Como Robbie solo vio a Johnny en su forma de Ghost Rider, él cree que vendió su alma a "El Diablo". Si bien Blaze no se menciona explícitamente en el episodio, la estrella de la serie Clark Gregg confirmó la identidad del personaje a través de su cuenta de Twitter.[25] Mack se convierte en el anfitrión del Ghost Rider por un tiempo después de que Reyes queda atrapado entre las dimensiones y el Espíritu de Venganza temporalmente separado de él. En el final de temporada, Phil Coulson brevemente se convierte en el Ghost Rider como parte de una trampa para derrotar al antagonista principal de la temporada, AIDA / Ophelia / Madame Hydra.
- En octubre de 2016, Luna comentó que hay planes para que Reyes aparezca en su propia serie de televisión, luego de su presentación en Agents of S.H.I.E.L.D.[26] En entrevistas posteriores, el actor declaró que espera que Norman Reedus represente a Johnny Blaze en el Marvel Cinematic Universe.[27]
- El 1 de mayo de 2019, se anunció que una serie de televisión basada en la encarnación de Ghost Rider de Robbie Reyes se estrenará en Hulu en 2020,[28] con Luna retomando su papel. Sin embargo, la serie fue cancelada.

#### Animación
- En el final de la primera temporada de X-Men, el Profesor X escanea los recuerdos de Gambito y ve a Ghost Rider, aparentemente acercándose a Gambito.
- La versión de Danny Ketch de Ghost Rider apareció en el episodio de Los 4 Fantásticos, "Cuando Galactus Llama", con la voz de Richard Grieco. Él ayuda a los Cuatro Fantásticos y a Thor cuando Galactus planea alimentarse de la Tierra.
- La versión de Danny Ketch de Ghost Rider aparece en la serie animada The Incredible Hulk en UPN, con la voz de Richard Grieco. Fue debido a su uso en las caricaturas de UPN que causaron que una aparición planificada en Spider-Man fuera rechazada. El episodio habría enfrentado a Ghost Rider y Spider-Man contra Mysterio y Dormammu. Al parecer, estas dos apariciones también estaban destinadas a servir como un piloto de puerta trasera para una potencial serie animada "Ghost Rider".[29]
- La versión del Ghost Rider (Johnny Blaze) aparece en la nueva serie de Hulk and the Agents of S.M.A.S.H. de la segunda temporada de 2015, con la voz de Fred Tatasciore.[30] Esta versión es capaz de atormentar y tomar el control de vehículos de todos los tamaños, visualizados por los vehículos que se incendian y permitiendo que las armas, como algunos tanques que tomó, disparen bolas de fuego. A diferencia de otras versiones del Ghost Rider, este podría generar electricidad y rayos del fuego azul, así como crear un vórtice de rayos que cura a la Abominación de su gamma y lo transforma de nuevo en un humano. Sin embargo, al igual que otras versiones, esta fue capaz de hacer que los portales a otras dimensiones aparezcan en paredes y otras superficies, como una ladera de la montaña.
- Un ejército de Ghost Riders no identificados aparece en el episodio de Avengers: Secret Wars, "El Páramo". Son liderados por Ares en su plan para evitar que los Vengadores, los Nuevos Vengadores, el Doctor Extraño y Loki activen el Puente Bifrost para terminar el experimento de Beyonder.[31]

### Cine
- Marvel estrenó en 2007 la película Ghost Rider dirigida por Mark Steven Johnson (quien 4 años atrás ya había dirigido la película de Daredevil, otro personaje de Marvel) con Nicolas Cage como Jhonny Blaze y Matt Long en su versión adolescente.
- El 12 de febrero de 2012 se lanzó la secuela intitulada Ghost Rider: Espíritu de Venganza en Estados Unidos, Ghost Rider: Espíritu de venganza en Latinoamérica. El filme fue dirigido por Mark Neveldine, Brian Taylor y tiene por protagonista nuevamente a Nicolas Cage. En esta película, Johnny sigue luchando con la maldición, pero conoce a un sacerdote, que le pide proteger a un niño del mal.

### Videojuegos
- Ghost Rider aparece en el juego Venom/Spider-Man: Separation Anxiety como personaje invocable que ayuda al jugador durante un corto período de tiempo. La ansiedad por separación es la secuela del juego Spider-Man and Venom: Maximum Carnage.
- Ghost Rider (Johnny Blaze) aparece como un personaje desbloqueable en el videojuego Marvel: Ultimate Alliance, con la voz de Nolan North. El jugador recibe un bono de equipo de "Nuevos Cuatro Fantásticos" cuando juega un juego con un equipo de Ghost Rider, Spider-Man, Wolverine, Hulk y / o Luke Cage (Hulk solo está disponible mediante descarga).
- En 2007, el juego Ghost Rider se realizó como una continuación suelta de la película de 2007 del mismo nombre. Es el único juego hasta la fecha que presenta a Ghost Rider como el personaje principal.
- Está disponible como contenido descargable para el juego LittleBigPlanet, como parte de "Marvel Costume Kit 2".[32][33]
- Ghost Rider (Johnny Blaze) aparece como un personaje no jugable en el final de Dante en Marvel vs. Capcom 3: Fate of Two Worlds.[34] No está disponible como personaje jugable, sin embargo, se puede jugar en la versión actualizada Ultimate Marvel vs. Capcom 3.[35] Richard Grieco retoma su papel.
- Es un personaje jugable en Marvel Super Hero Squad Online.
- Ghost Rider es un personaje jugable en Marvel: Avengers Alliance.
- Ghost Rider es un personaje jugable en Lego Marvel Super Heroes con la voz de Andrew Kishino.[36]
- Ghost Rider es un personaje jugable en Marvel Heroes.[37] Robbie Reyes aparece como un personaje de Team Up en el cambio de marca de Marvel Heroes 2016.
- Las versiones de Johnny Blaze y Robbie Reyes de Ghost Rider son personajes jugables en Marvel: Future Fight.
- Se ve a Ghost Rider conduciendo su motocicleta por el costado de un edificio en "What if Mode" de Spider-Man (videojuego de 2000).
- La versión de Robbie Reyes de Ghost Rider es un personaje jugable en Marvel Avengers Academy.[38]
- La versión de Johnny Blaze de Ghost Rider es un personaje jugable en Marvel: Contest of Champions.
- Johnny Blaze regresa como un personaje jugable en Marvel vs. Capcom: Infinite, con Fred Tatasciore retomando el papel.
- La versión de Johnny Blaze de Ghost Rider es un personaje jugable en Lego Marvel Super Heroes 2.